# 그린아나콘다
그린아나콘다(Green anaconda)는 남아메리카에서 발견되는 보아 종이다. 현존하는 뱀 중 가장 무겁고 가장 오래 알려진 종 중 하나이다. 다른 모든 보아들처럼, 독이 없는 왕뱀이다. "아나콘다"라는 용어는 종종 이 종을 가리키지만, 이 용어는 아나콘다속의 다른 구성원들에게도 적용될 수 있다. 뱀의 화석은 그루타두우르소 지방의 플라이스토세 후기까지 거슬러 올라간다.

## 어원
그린아나콘다의 구체적인 이름은 '쥐의'라는 뜻의 라틴어 "뮤리누스(murinus)"에서 유래되었는데, 이는 쥐를 잡아먹는 것으로 생각되기 때문이다.

## 묘사

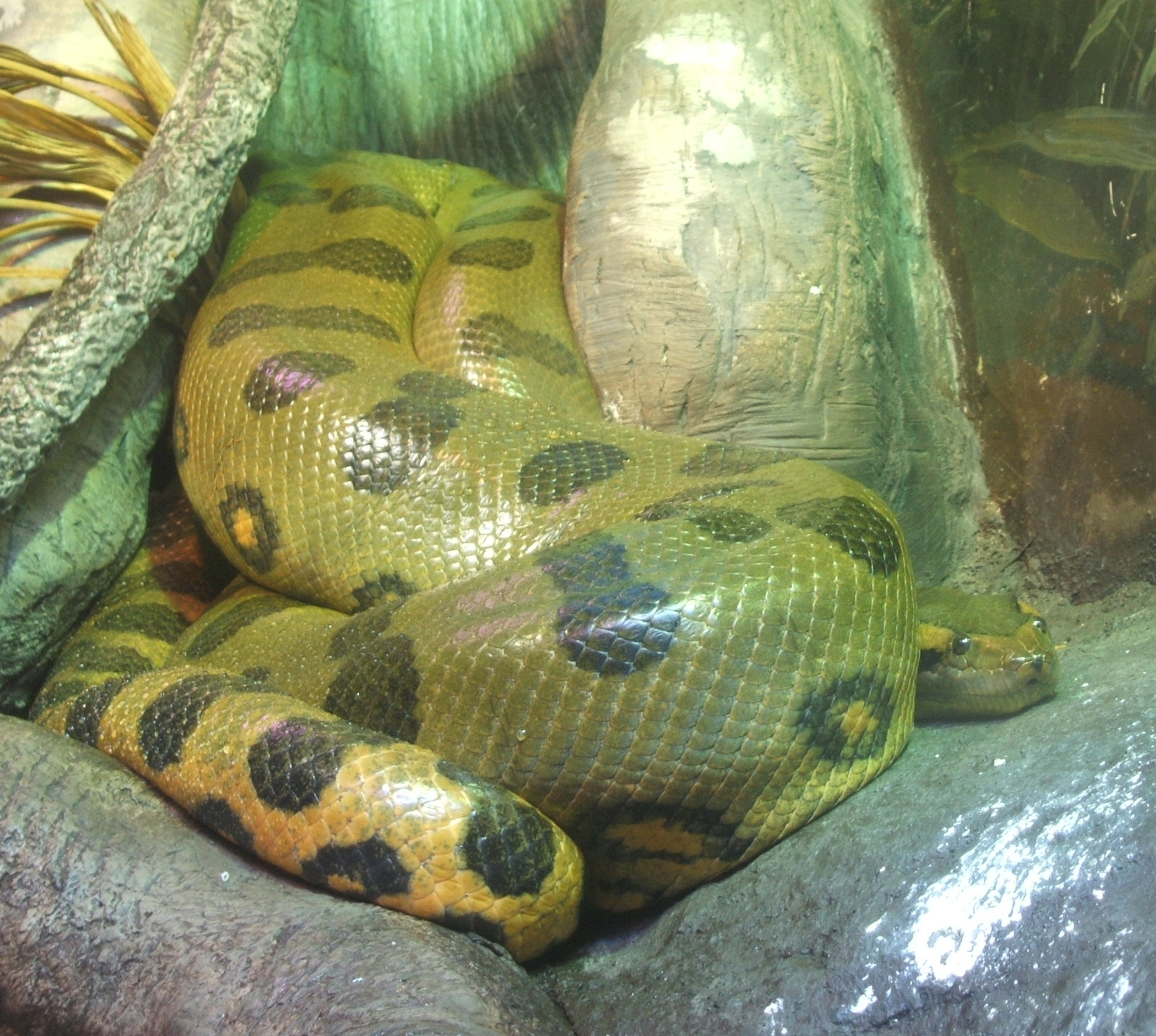
뉴잉글랜드 수족관의 그린아나콘다

그린아나콘다는 세계에서 가장 무겁고 길이가 5.21m에 이르는 세계에서 가장 긴 뱀 중 하나이다. 더 전형적인 성숙한 표본은 성인 암컷에서 최대 5m까지 범위가 다양하며 평균 길이는 약 4.6m로 평균 약 3m인 수컷보다 훨씬 크다. 체중은 일반적인 성인의 경우 30~70kg의 범위가 있지만 연구가 덜 이루어진다. 아메리카가 원산지인 가장 큰 뱀이다. 비록 그물무늬비단뱀보다 약간 짧지만 훨씬 부피가 크다. 4.5m의 그린아나콘다의 부피는 7.4m 그물무늬비단뱀과 비슷하다. 아나콘다 11~12m 이상에 대한 보고도 존재하지만, 그러한 길이의 표본은 박물관에 보관된 적이 없고 확실한 증거가 부족하기 때문에 이러한 주장은 신중히 검토되어야 한다. 아나콘다를 9.14m 이상 잡을 수 있는 모든 사람에게 50만 달러의 현금 보상이 제공된다. 천 개 이상의 아나콘다를 검사한 제수스 안토니오 리바스 박사가 마주친 가장 길고 무거운 표본은 길이 5.21m, 무게 97.5kg의 암컷이었다.
색상 패턴은 올리브 녹색 바탕에 몸길이를 따라 검은색 얼룩이 겹쳐져 있다. 머리는 몸에 비해 좁으며, 보통 양쪽이 오렌지색과 노란색 줄무늬가 뚜렷하다. 눈은 머리 높이 세워져 있어 뱀은 몸을 노출하지 않고 헤엄치면서 물 밖을 볼 수 있다.

### 최대 크기를 결정하는 데 어려움
이 뱀의 서식지는 역사적으로 멀리 떨어져 있어 표본을 찾고, 포획하고, 돌려보내는 데 어려움을 겪었다. 특히 상당한 부패 이전에 매우 큰 표본을 박물관으로 운반하는 것은 어렵다(이것은 훨씬 더 크고 거추장스러운 악어 표본의 귀환을 막지는 못했지만). 피부를 태닝하는 동안 늘어난다면 뱀의 크기를 50% 이상 늘릴 수 있어 피부가 상당히 늘어날 수 있다. 물리적인 증거가 없는 보고서는 비과학자들로부터 의심스러운 것으로 여겨지는데, 이러한 개인들은 최악의 경우 자신을 홍보하거나 좋은 이야기를 하는 데 더 관심이 있거나 적어도 적절한 측정 방법에 대해 충분한 교육을 받지 못했을 수 있기 때문이다. 심지어 훈련된 과학자들도 포획 전에 아나콘다의 크기를 상당히 과대평가하는 경우가 많기 때문에 포획되지 않은 동물에 대한 관찰 보고서는 더욱 의심스럽다. 《기네스 세계 기록》에 따르면, 이 종은 아마도 살아있는 동물 중 가장 극단적인 크기의 과장을 받아왔다고 한다.

### 역사적 기록
그린아나콘다에 대한 수많은 역사적 설명이 보고되고 있으며, 종종 크기가 있을 것 같지 않다. 몇몇 동물학자들(특히 헨리 월터 베이츠와 앨프리드 러셀 월리스, 그 중에서도)은 길이가 9~12m가 넘는 뱀에 대한 소문을 언급하지만 각각의 경우, 그들의 직접적인 관찰은 길이가 6m 정도인 뱀으로 제한되었다. 수많은 추정치와 중고거래처가 많지만 일반적으로 신뢰성이 낮은 것으로 간주된다. 과대평가의 이유를 증명하기 위해 1937년 가이아나에서 동물학자 알페우스 하얏트 베릴은 탐험대에게 바위에 웅크리고 있는 커다란 아나콘다의 길이를 측정해 달라고 부탁했다. 연구팀의 추측은 6.1~18.3m까지였으며, 측정 결과 이 표본은 5.9m인 것으로 밝혀졌다.
11.36m 길이의 널리 알려진 표본을 포함하여 6m를 초과하는 거의 모든 표본에는 피부나 뼈를 포함한 바우처 표본이 없다.

### 최대 크기 추정치
크기는 더 큰 암컷 아나콘다의 번식 조건을 달성하는 데 어려움이 있다. 크기가 클수록 클러치당 더 많은 수의 자손의 이점을 제공하지만, 개체의 번식 빈도는 크기에 따라 감소하여 암컷이 더 이상 번식할 수 없어 더 큰 클러치 크기의 이점이 무효화되는 지점이 존재한다는 것을 나타낸다. 아나콘다의 경우, 이 한계는 총 길이가 6.7m로 추정되었다. 이는 북미에서 온 여러 뱀의 성숙 시 크기와 최대 크기를 수정한 결과와 일치하며, 최대 크기는 성숙 시 크기의 1.5배에서 2.5배 사이인 것으로 나타났다.
780명을 대상으로 한 설문조사에서 아나콘다 번식의 최소 크기는 주둥이-통풍 길이가 2.1m였으며, 이 패턴을 따르는 아나콘다의 최대 크기는 주둥이-통풍 길이가 5.3m임을 나타낸다. 그러나 대부분의 아나콘다는 인간이 더 쉽게 접근할 수 있고 먹이가 더 작은 평야에서 포획되며, 훨씬 덜 탐사되고 더 많은 큰 먹이가 있는 열대우림에는 더 큰 뱀이 서식할 수 있다.
그린아나콘다는 먹이사슬의 맨 위에 위치한 최상위 포식자이다.

## 분포 및 서식지
그린아나콘다는 콜롬비아, 베네수엘라, 기아나, 에콰도르, 페루, 볼리비아, 브라질, 트리니다드섬, 그리고 파라과이 북부를 포함한 남아메리카에서 발견된다.
미국 플로리다주 에버글레이즈에서 아나콘다 한 마리가 발견됐다.
아나콘다는 주로 아마존과 오리노코 분지의 열대 우림에서 늪, 습지, 느리게 흐르는 개울에서 산다. 육지에서는 거추장스럽지만 물속에서는 은밀하고 날렵하다. 눈과 코구멍이 머리 위에 있어 거의 완전히 잠긴 채로 먹이를 기다리며 누워 있을 수 있다.

## 행동
아나콘다는 대부분 야행성 및 수생성 동물이다. 수중에 떠다니며 빠르게 헤엄치는 것으로 알려져 있다. 눈과 코는 머리 꼭대기에 위치하여 뱀이 숨을 쉬고 나머지 몸은 물속에 숨겨져 있는 동안 먹이를 지켜볼 수 있다. 먹이가 지나가거나 마시려고 멈추면 먹거나 삼키지 않고 아나콘다가 먹이를 때리고 몸으로 몸을 감싼 다음 먹이를 수축시켜 질식시켜 죽인다.

### 먹이
아나콘다는 물고기, 양서류, 새, 다양한 포유류 및 기타 파충류를 포함하여 그들이 제압할 수 있는 거의 모든 다양한 먹이를 가진 최상위 포식자이다.  특히 큰 아나콘다는 맥, 사슴, 페커리, 카피바라, 재규어 및 카이만을 먹을 수 있지만 이러한 큰 식사는 드문다. 어린 아나콘다는 작은 새와 어린 카이만을 먹고 산다. 그들이 발달함에 따라 그들의 식단은 점점 더 복잡해진다. 먹이의 가용성은 강 유역보다 초원에서 더 다양하다. 두 서식지 그린아나콘다는 일반적으로 질량의 14~50%인 큰 먹이를 먹는 것으로 밝혀졌다. 먹이의 예로는 넓은코카이만, 안경카이만, 야카레카이만, 검은카이만, 매끈이카이만, 남미물꿩, 카피바라, 붉은궁둥이아구티, 목도리페커리, 브라질맥, 왕뱀, 갈색띠물뱀, 녹색이구아나, 신비황금테구, 전갈진흙거북, 긴바거북, 아라우거북, 사바나옆목거북, 붉은옆목거북, 북방푸두 등이 있다.
큰 먹이는 때때로 심각한 부상을 입거나 죽는다. 그러나 아나콘다가 먹이를 익사시킬 수 있을 때 이러한 위험은 감소할 가능성이 있다. 일부는 보통 물 속이나 물 주변에서 썩거나 동종의 먹이를 먹기도 한다. 큰 아나콘다는 신진대사가 낮기 때문에 많은 식사를 한 후에도 수주에서 수개월 동안 음식을 먹지 않고 지낼 수 있다. 그러나 여성들은 생식 투자를 회복하기 위해 산후 조리를 늘렸다.
많은 지역 이야기들과 전설들은 인간을 먹고 사는 아나콘다를 보고하지만, 이것에 대한 증거는 거의 없다. 그린아나콘다 중 식인 풍습 또한 알려져 있으며, 대부분 기록된 사례들은 더 큰 암컷이 더 작은 수컷을 먹는 것과 관련이 있다. 과학자들은 이 종의 큰 성적 이형성과 번식 후 암컷이 긴 임신을 유지하기 위해 필요한 음식을 포함하여 여러 가지 설명을 가정한다. 근처의 수컷은 단지 기회주의적인 암컷에게 준비된 영양 공급원을 제공한다.

## 대중문화
아나콘다는 종종 믿을 수 없을 정도로 거대하고 성인 인간을 삼킬 수 있는 능력을 가진 공포 문학과 영화에서 묘사되어 왔다. 이러한 특징들은 버마비단뱀, 그물무늬비단뱀(여기 나열된 유일한 뱀은 야생에서 성인 인간을 잡아먹은 것으로 확인되었다.), 그리고 보아뱀(후자는 사람을 죽이고 삼킬 수 있을 만큼 자라지 않는다.)과 같은 다른 종들에 기인하기도 한다. 이러한 영화들 중 가장 인기 있는 것은 1997년 영화 《아나콘다》와 그 4개의 속편들이다.